# Saint-Cierge-sous-le-Cheylard
Saint-Cierge-sous-le-Cheylard är en kommun i departementet Ardèche i regionen Auvergne-Rhône-Alpes i sydöstra Frankrike. Kommunen ligger  i kantonen Le Cheylard som ligger i arrondissementet Tournon-sur-Rhône. År 2022 hade Saint-Cierge-sous-le-Cheylard 217 invånare.

## Befolkningsutveckling
Antalet invånare i kommunen Saint-Cierge-sous-le-Cheylard
Referens: INSEE